# André Simon
André Simon (Pariz, Francuska, 5. siječnja 1920. – Évian-les-Bains, Francuska, 11. srpnja 2012.) je bio francuski vozač automobilističkih utrka.
Sin vlasnika garaže u La Varenneu, Simona je odgajao njegov ujak nakon što mu je otac umro kad mu je bilo devet godina. U obiteljskoj garaži počeo je raditi s 13 godina. Poslije Drugog svjetskog rata posudio je novac za kupnju sportskog automobila Talbot-Lago, a na svojoj prvoj utrci u Montlhéryju u 1948. je i pobijedio. U Formuli 1 je nastupao od 1951. do 1952. i od 1955. do 1957., no nije uspio osvojiti bodove. Pobijedio je na utrci Grand Prix du Comminges 1952. u Ferrarijevom bolidu i Grand Prix d'Albi 1955. u Maseratijevom bolidu, utrkama Formule 1 koje se nisu bodovale za prvenstvo.

## Vanjske poveznice
- André Simon - Stats F1